# シレジア蜂起

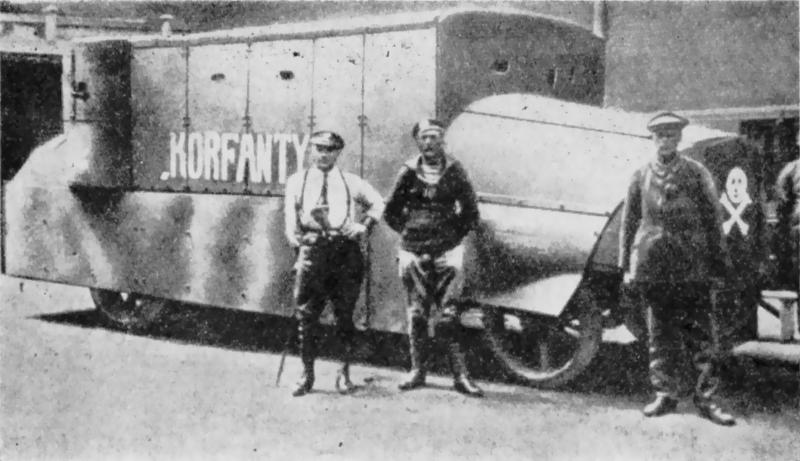
蜂起軍が使用した装甲トラック「コルファンティ」号。第1回シレジア蜂起で急遽間に合わせで作られた。この写真は第2回シレジア蜂起の際に撮影されたとされる。

シレジア蜂起（シレジアほうき、ポーランド語：Powstania śląskie）は、1919年から1921年の間に上シレジア地方(ドイツ語Oberschlesien(オーバーシュレジエン)、ポーランド語Górny Śląsk)のポーランド人がドイツを相手に3度にわたっておこなった武装蜂起の総称。特に第3回の蜂起はこの地方(地域によってはポーランド人が多数派だった)をドイツから独立させ、1918年に終わった第一次世界大戦の後に建国された新生ポーランド（ポーランド第二共和国）へ併合することを目的としていた。

## 概要
シレジアは中世初期にポーランド(ピャスト朝)に属していたが、14世紀にボヘミアに渡され、その後オーストリアの治下となった。オーストリア継承戦争でプロイセンのフリードリヒ2世は上シレジアをマリア・テレジアのオーストリア大公国から奪取し、プロイセンの一地方とした。
上シレジアでオーデル川(オドラ川)より東の地域ではポーランド人が多数を占めていた。その殆どは農民か労働者であった。多くはポーランド語の方言を話しており、自分たち自身をシレジア人と看做していた。一方、地主、商人、工場主、カトリック聖職者の大半はドイツ人が占めていた。地方公務員と警察官は全てドイツ人だった。殆ど全てのドイツ人高官はプロテスタント教徒だったが、シレジア住民の大多数はカトリック教徒であった。
ドイツの国勢調査によると、1900年には全人口の65%がポーランド語話者だったが、1910年には57%に減少した。これは「バイリンガル」が調査項目に付け加えられたためである。これによって一見「ポーランド語話者」の数が少なくなったように表されることとなった。ドイツのパウル・ヴェバー教授による言語地図によると、オーデル川の東の地域の殆どでは、ポーランド語を話すシレジア住民は1910年には70%を超えていた。
上シレジア地方がドイツとポーランドのどちらに帰属するかを住民投票によって決めることとなった。背景として、暴力や差別から起きた暴動が1919年と1920年に起きた最初の2度のシレジア蜂起につながったことがある。
プロイセンとその後のドイツ帝国では、ポーランド人は家を建てるのを禁止され、彼らの所有地は強制収用の対象であった。ビスマルクはポーランド人を狼に例え、「できれば撃ち殺してしまうべき」相手だとし、ポーランド人を差別する厳しい法律をいくつも制定した。第一次世界大戦が終わるまでポーランド語の使用は禁止され、ポーランド人の子供たちが学校で自分の言葉を使うと教師から虐待された(フジェシュニァの事件が有名)。ポーランド人は国外追放の対象とされ、ドイツ政府はポーランド人を追い出したあとの地域のドイツ化のためにドイツ人の移住を勧め、移住のための経済的援助をした。
住民投票はオーデル川の東側だけで行われるべきというポーランドの意向に反して上シレジア地方全体で行われた。投票までの期間、ドイツとポーランドの双方がプロパガンダを行った。ドイツ人雇用者は従業員に、ポーランドへ投票すれば解雇して老齢年金を廃止すると脅した。まだ、反革命武装義勇軍(Freikorps)はポーランドに同調するシレジア住民に暴力を加えた。ポーランドは、もしポーランドが住民投票に勝利すればシレジアのポーランド人は虐げられることも、二級市民として扱われることもなくなり、老齢年金が廃止されることもないと訴えた。
住民投票では707,605人がドイツへの帰属に、479,359人がポーランドへの帰属に賛成した。ドイツ帰属派が228,246人多かったことになる。ドイツとポーランドのどちらも、外部から投票者を呼び込んだ。ドイツは組織的に179,910人を送った。ポーランドからは自発的な流入のため詳細な人数は不明だが約10,000人が来たとされている。外部から流入した投票者を差し引くと、527,695人がドイツに、469,359人がポーランドに投票したことになる。これでもドイツに投票した者の数の方が58,336人多い。もし住民投票がオーデル川の東側だけで行われていたら、ポーランドへの帰属に賛成する物の数はずっと多かっただろうと考えられた。しかし上述のように住民投票は上シレジア地方全体で行われたので、オーデル川西岸のドイツ人の多い地域も含まれていた。。また、ドイツ西部のルール地方で働いていたシレジア出身のポーランド人出稼ぎ労働者は数十万人に及ぶが、彼らの雇用主が一時帰郷を許可しなかったため、他のシレジア出身のドイツ人のようには住民投票に参加できなかった。
このような問題の多い住民投票の結果は第3回シレジア蜂起を招くこととなった。国際連盟はこれ以上の流血の惨事を避けるために解決を求められることとなった。1922年に6週間に亘る調査が行われ、上シレジアはドイツとポーランドに分割されることが決定された。この決定はドイツ・ポーランド両国と上シレジア住民の大半に受け入れられた。約736,000人のポーランド人と260,000人のドイツ人がポーランドのシレジア(シロンスク)に住むこととなり、637,000人のドイツ人がドイツのシレジア(シュレジェン)に住むこととなった。

## 第1回蜂起（1919年8月16日〜8月26日）
8月15日に起きた国境警備隊(Grenzschutz)によるミスウォヴィツェ(Mysłowice)炭鉱のポーランド人労働者虐殺が発端となり、上シレジアにおけるドイツ支配に対する抗議行動から第1回シレジア蜂起(ポーランド語Pierwsze powstanie śląskie)が起こった。ポーランド人は、地方公務員と警察官はドイツ人とポーランド人の両方から採用されるべきだと訴えた。21,000人のドイツ兵と40,000人の予備役兵が蜂起を鎮圧すると、その後のポーランド人に対する抑圧によって、2,500人のポーランド人が絞首刑か銃殺刑に処せられた。蜂起参加者のうち9,000人が家族と共にポーランドへと避難した。イギリス、フランス、イタリアの各軍が到着するまで、ポーランド人に対するドイツの恐怖政治が続いた。蜂起は打ちひしがれたが、ポーランド人の民族意識はかえって強固なものになり、1919年11月9日に他国の監視の下で行われた地方選挙では6,822人のポーランド人候補者が当選した(ドイツ人当選者は4,373人だった)。

## 第2回蜂起（1920年8月19日〜8月25日）
ポーランド軍がソ連赤軍との戦い(ポーランド・ソビエト戦争)に負けたというデマが流れると、ドイツはポーランド人を再度迫害し始めた。これに対する抵抗として第2回シレジア蜂起(ポーランド語Drugie powstanie śląskie)が起こった。この後住民投票委員会によってポーランド人とドイツ人共同の警察組織Abstimmungspolizei(略称APO)が創設されることとなった。

## 第3回蜂起（1921年5月2日〜7月5日）
第3回シレジア蜂起(ポーランド語Trzecie powstanie śląskie)は上シレジアのポーランド人によってドイツ政府に対して行われた最後の蜂起である。この地方(地域によってはポーランド人が多数派だった)をドイツから独立させ、1918年に終わった第一次世界大戦の後に建国された新生ポーランドに加わることを目的とした。

### 紛争当事者
- ポーランド側：　ポーランド軍事組織(Polska Organizacja Wojskowa)
- ドイツ側：　退役プロイセン将軍カール・ヘファーに率いられた国境警備隊(Grenzschutz)、および自衛団(Selbstschutz)
- 開始：　1921年5月2日
- 終了(休戦成立)：　1921年7月21日(ポーランド側が上シレジアの3分の2を奪取)
- 蜂起側政府：　ショピエニツェSzopieniceの中央評議会(蜂起司令官ヴォイチェフ・コルファンティWojciech Korfanty)
- 結果：　国際連盟によって上シレジアはドイツとポーランドに分割

### 経過
蜂起は計画通り5月に始められた。住民はすでにドイツ人・ポーランド人双方からの組織的暴力行為に悩まされていた。国境警備隊(Grenzshutz)と呼ばれたドイツ側組織は第一次世界大戦の復員兵と上シレジア以外の地域からやってきた志願者から構成されていた。ドイツ側はその他、民兵組織である自衛団(Selbstshutz)や、公式には前年に解散されていた反革命武装義勇軍という組織が活動した。
アンリ・ル・ロン(Henri Le Rond)をはじめとしたメンバーからなる多国籍委員会はこういった暴力に対抗する手段を取るのに手間取っていた。上シレジアに駐留していたフランス軍はこの蜂起をポーランド人の自衛手段の行使だと主張して後押しした。いくつかの事例においてはイギリス軍とイタリア軍はドイツ側に積極的に協力した。ロイド・ジョージがイギリス議会演説で蜂起に強く反対すると、ドイツ側は望みを持った。しかしこれら協商国が紛争を制止する軍隊を送る気配はなかった。多国籍軍監督委員会とフランス政府が取った唯一の行動は、上シレジア以外の地域からのドイツ人志願者募集の禁止を求めたことだけだった。ポーランド側の蜂起が成功して上シレジアの3分の2が奪取された後も、ドイツの国境警備隊はイギリスとイタリアの占領軍の支援を得てコルファンティ指揮するシレジア人からの攻撃を幾度か防いだ。シレジア人に対して独力で対抗手段を取ろうとしたイギリス軍の試みは、協商国軍司令官のジュール・グラティエ(Jules Gratier)将軍に制止された。蜂起側は工業地帯を含む、自ら奪取した地域の殆どを固守した。蜂起軍は地元住民の支援を得ることができたが、上シレジア以外の地域のドイツの部隊は積極的に介入することが禁じられた。
蜂起勃発から20日後、コルファンティはポーランド側の占領地を手放して、国境の向こう側に撤退することを提案した。手放すことになる地域はドイツの部隊でなく、多国籍軍が占領することを条件とした。しかしイギリス軍が上シレジアに到着して、多国籍軍と一緒に国境まで展開することが完了したのは7月1日であった。多国籍軍の展開と同時に、多国籍委員会は蜂起の際に行われた双方の不法行為に対する一般特赦を発表した。復讐行為と残虐行為は特赦の対象外とした。ドイツの国境警備隊や自衛団などは解散させられ、双方の友好関係の回復が図られることとなった。

### この蜂起によって達成されたこと
最高評議会は住民投票に即した形での上シレジアの分割への合意には至らなかったが、60%の住民がドイツへ投票していた。この問題は国際連盟の委員会にかけられることとなった。ドイツとポーランドの間での合意と双方の訴え、多国籍軍の6個大隊の駐留、地方守備隊の解散などの措置が実り、この地方の平和回復が進むことになった。国際連盟の委員会がこの問題をベルギー、ブラジル、スペイン、中国の4カ国から1人ずつ出された代表者による小委員会にかけ、詳細な調査が行われることが決定するとドイツ全土と上シレジアで大きな動揺が起きた。
この小委員会と専門家の報告書を元にして、国際連盟は上シレジアの工業地帯の大半をポーランドに編入することを決定した。ポーランドは全住民1,950,000人の約半分の965,000人を自国民とすることとなったが、上シレジア全面積10,951平方キロメートルの3分の1にも満たない3,214平方キロメートルしか得ることができなかった。しかしポーランドに編入された分は上シレジアの他の部分に比較してはるかに価値のある地域だった。61あった炭鉱のうち、49と2分の1がポーランドに譲られることになった。これは旧プロイセン地域にあった炭鉱の4分の3に相当する。産出される31,750,000トンの石炭のうち、24,600,000トンがポーランドへ渡った。61,000トンを産出する上シレジアの鉄鉱の全てがポーランドに譲られた。37基の溶鉱炉のうち22基がポーランドに渡され、残りの15基がドイツに残された。上シレジアで生産される570,000トンの銑鉄のうち、170,000トンはドイツに残ったが、400,000トンはポーランドが得ることになった。16ある亜鉛と鉛の鉱床は1920年には233,000トンを生産していたが、そのうちの4つの鉱床とそこから生産される44,000トンだけがドイツに残された。
上シレジアの主要都市であったケーニヒスヒュッテ/ホジュフ、カトヴィッツ/カトヴィツェ、タルノヴィッツ/タルノフスキエ・グリはポーランド領になった。新しくポーランド領となったシレジアの地域では、ドイツ人はかなりの少数派となった。
重要な経済地域であった上シレジアを分割することで起こりうる苦しい生活条件を緩和するために、国際連盟の決定によってドイツとポーランド双方は15年間有効の経済規定を作成し少数民族保護法令を整備することが定められた。どちらかがそういった法整備やその受け入れを拒否することがないように、特別の方策が採られることとなった。